# Larisa Neiland
Larisa Ivanova Savtjenko Neiland, (ryska:Лариса Ивановна Савченко-Нейланд) född 21 juli 1966 i Lvov, Ukrainska SSR, Sovjetunionen, är en sovjetisk numera lettisk högerhänt tidigare professionell tennisspelare, tidigare världsetta i dubbel. 

## Tenniskarriären
Neiland blev professionell WTA-spelare på Virginia Slims Circuit 1983. Hon vann under karriären, som varade till 1999, två singel- och 65 dubbeltitlar på touren. Som bäst rankades hon som nummer 58 i singel (augusti 1996) och som nummer ett i dubbel (januari 1992). Bland dubbelmeriterna märks sex titlar i Grand Slam-turneringar, varav två i dubbel och fyra i mixed dubbel.
Neiland deltog i olympiska sommarspelen 1988 för Sovjetunionen och olympiska sommarspelen 1992 för Lettland.

## Grand Slam-titlar

### Dubbel (2)
| År   | Mästerskap            | Partner         | Finalmotståndare              | Setsiffror    |
| 1989 | Franska öppna         | Natasha Zvereva | Steffi Graf Gabriela Sabatini | 6-4, 6-4      |
| 1991 | Wimbledonmästerskapen | Natasha Zvereva | Gigi Fernandez Jana Novotná   | 6-4, 3-6, 6-4 |

### Mixed dubbel (4)
| År   | Mästerskap            | Partner          | Finalmotståndare                        | Setsiffror    |
| 1992 | Wimbledonmästerskapen | Cyril Suk        | Jacco Eltingh Miriam Oremans            | 7-6, 6-2      |
| 1994 | Australiska öppna     | Andrei Olhovskiy | Helena Suková Todd Woodbridge           | 7-5, 6-7, 6-2 |
| 1995 | Franska öppna         | Todd Woodbridge  | Jill Hetherington John-Laffnie de Jager | 7-6, 7-6      |
| 1996 | Australiska öppna(2)  | Mark Woodforde   | Nicole Arendt Luke Jensen               | 4-6, 7-5, 6-0 |